# Хогвортс
Хогвортска школа за чаробњаштво и вештичарење (енгл. Hogwarts School of Witchcraft and Wizardry), или кратко Хогвортс (енгл. Hogwarts), фиктивна је британска школа магије за ученике старости од једанаест до осамнаест година и главно мјесто догађања радње за првих шест књига серијала Хари Потер од ауторке Џ. К. Роулинг.
Роулингова наводи да је можда нехотице преузела име биљке hogwort (срп. вуненасти кротон, лат. Croton capitatus), коју је видјела у Краљевској ботаничкој башти у Кјуу нешто прије писања серијала, иако се називи The Hogwarts и Hoggwart јављају у књизи Најџела Молсворта How to Be Topp из 1954. аутора Џефрија Виланса.
Хогвортс је изгласан као 36. најбоља шкотска образовна установа 2008. године на онлајн рангирању, остављајући иза себе единбуршку школу Лорето. Према директору Независног мрежног рејтинга школа, Хогвортс је уврштен на списак „због забаве” и затим је изгласан.

## Предмети и наставници
С обзиром да је Хогвортс школа магије, многи школски предмети се разликује од оних у типичним школама. Неки предмети, као што је историја магије, потичу од немагичних — или нормалских — премета, али много други, као што су чини и телепортација, јединствени су за магични свијет. Постоји дванаест именованих наставника (који се називају професорима), а сваки је специјализован за један предмет. Све професоре надгледа директор школе и замјеник директора. Преображавање, одбрана од мрачних вјештина, чини, напици, астрономија, историја магије и хербологија су обавезни предмети првих пет година, као и часови летења. На крају друге године, ученици су дужни изабрати најмање два изборна предмета у свој наставни план и програм за почетак треће године. Могу изабрати пет предмета, и то аритмантија, проучавање нормалаца, предсказивање будућности, древне руне и брига о магичним створењима. Према Роулинговој, „веома специјализовани предмети попут алхемије понекад се нуде у посљедње двије године, уколико постоји довољно интересовање”.
На крају пете године, ученици полажу испити на обичном чаробњачком нивоу (ОЧН) за све предмета на које су уписани. Сваки испит се састоји од писменог теста знања и, гдје је то примјенљиво, практичног демонстрирања вјештина пред комисијом проктора из министарства магије. Ученици који добију довољно високу ОЧН оцјену из одређеног предмета могу узети напредни курс током посљедње двије године, као припрему за опасно исцрпљујуће чаробњачке тестове (ОИЧТ) које добијају на крају седме године.

## Школска година
На Хогворсту постоји једно магично перо које аутоматски детектује рођење особе која може да практикује магију и записује његово или њено име. Сваке године, Минерва Макгонагал им шаље писма кад напуне једанаест година, позивајући их на Хогвортс (она је то до сад радила у својству заменика директора, није познато да ли ће и наставити сада када је постала директорка). Ако, из било ког разлога, особа којој је писмо намењено не добије исто, сове ће наставити да достављају писма све док та особа не добије једно. (као што је Хари Потер искусио у књизи Хари Потер и Камен мудрости).
Писмо садржи списак потрепштина, укључујући књиге чини и котлове. Од особе која добије писмо, очекује се да купи све што је потребно. Најбоље место за то је Дијагон алеја, скривена улица у Лондону у којој се налази Гринготс, чаробњачка банка, и стотине продавница. Писма нормалско-рођеној деци достављају се по специјалним изасланицима који им откривају постојање чаробњачког света.
Школска година почиње 1. септембра. Ученици долазе на Кингс Крос железничку станицу на перону девет и три четвртине(која стварно постоји у Енглеској) да се укрцају на Хогвортс експрес, који их вози до Хогвортса. Прваке до замка води чувар земљишта, тренутно Рубијус Хагрид, у традиционалној вожњи чамцима преко хогвортског језера. Старији ученици путују у кочијама које вуку тестрали, магијске звери које могу да виде само они који су видели смрт.
Старији ученици први долазе. Када прваци дођу, дочекује их заменик директора (досад је то била Минерва Макгонагал), који им говори о школским кућама. Затим, прваци улазе у Велику салу. Након уласка, Шешир за разврставање пева песму у којој описује атрибуте које неко треба да има да би ушао у одређену кућу. Сваке године то је другачија песма, док у „тешким временима“ Шешир даје савете Школи. Када се песма заврши, Шешир се ставља на главу сваког од ученика и узвикује име куће у којој би ученику било најбоље. Када се разврставање заврши, почиње гозба.
Након ње, прваке воде асистенти (на енглеском префекти – prefects), изузетни ученици који одржавају ред, у дневне боравке својих кућа. Седиште сваке куће је заштићено тако што је улаз тешко приметити, и мора се изговорити лозинка за улазак. Осим дневног боравка, ту се налазе и мушке и женске спаваонице. Сутрадан, почиње настава. Убрзо почињу и аудиције за квидичке тимове (свака кућа има свој тим). Квидич је веома популаран чаробњачки спорт. Прваци не могу да уђу у квидичке тимове својих кућа, јер су сувише млади. Ипак, долазе на часове летења код професорке Мадам Бућкуриш.
Ноћ вештица се слави сваке године гозбом. Велика сала је увек украшена за ту прилику. Током празника, неки важан догађај се увек догоди у свим књигама из серијала, са изузетком Хари Потер и Ред феникса.
За божићне и новогодишње празнике, ученици могу да оду кући. Они који одлуче да остану на Хогвортсу немају часове и могу да присуствују божићној гозби. Велика сала је за ову прилику украшена великом новогодишњом јелком и другим украсима.
Када се ови празници заврше, настава поново почиње. Када је Хари био на другој години, Гилдерој Локхарт је организовао прославу Дана заљубљених. Међутим, то није настављено након што је Локхарт напустио Школу. Ускршњи празници нису тако пријатни као божићни, јер су ученици претрпани домаћим задацима који треба да их припреме за испите које ће полагати на крају године. Ученицима није дозвољено да користе магију током летњих празника док не напуне седамнаест година, када у чаробњачком свету постају пунолетни.
У књигама, хогвортска школска униформа се састоји од обичног црног огртача, обичног црног шиљатог шешира и зимског капута са сребрним копчама. У филмовима, ученици носе школске униформе сличне оним у јавним школама Енглеске. Оне се састоје од спреда отвореног црног огртача са симболом своје куће на грудима. Испод се носи сиви џемпер са кошуљом и краватом у бојама куће. Дечаци носе тамне панталоне са дугим ногавицама, а девојчице тамне сукње и чарапе доколенице.

## Собе
Овај списак соба на Хогвортсу је заснован на оном који је направио Harry Potter Lexicon, сајт који је означио положај сваке собе осим учионице за преображавања.

### Дубоко испод тамница

#### Дворана тајни
Дворана тајни је пребивалиште базилиска, који је требало да очисти Школу од блатокрвних ученика. У Дворану се улази кроз купатило Јецајуће Мирте, девојчице коју је базилиск убио пре педесетак година. Дворана има неколико статуа змија на свим зидовима и огромну статуу Салазара Слитерина наспрам врата. За информације о историји Дворане тајни, види: Рана историја Хогвортса.

### Тамнице

#### Учионица за напитке
Напици се проучавају у једној од тамница испод замка. Ова тамница је довољно велика да се у њој одржи двочас (час са два разреда). Ту је хладније него у замку изнад, а на зидовима се налазе многе пуњене животиње, за које ученици сматрају да су прилично језиве. У углу, ледено хладна вода капље из уста једног гаргојла.

#### Кабинет Северуса Снејпа
Северус Снејп је користио ову собу као свој кабинет док је био професор на Хогвортсу. Његов кабинет прилеже на учионицу за напитке, у којој је он предавао. Снејп је имао приватну збирку састојака за напитке. Када је Хари био на шестој години, Снејп је постао професор одбране од мрачних вештина, али је изразио жељу да задржи свој стари кабинет, више преферирајући подрум. Касније се сазнало да је Снејп и даље присталица Лорда Волдемора.

#### Слитерински дневни боравак
Слитерински дневни боравак је једна од тамница на Хогвортсу, а отвара се када се каже лозинка празном црном зиду. Има ниску таваницу, а обасјава га зеленкасто светло бакљи. Налази се делом испод језера.

#### Хафлпафовски дневни боравак
Хафлпафовски дневни боравак је соба слична винском подруму. До ње се долази низ исте степенице које воде до школских кухиња. Треба напоменути да, иако се налази на истом нивоу као тамнице, хафлпафовски дневни боравак није тамница, већ више личи на подрум..

#### Кухиње
Кухиње се налазе тачно испод Велике сале. У њима се налазе столови идентични онима у Великој сали; те се храна која се постави на доње столове магично шаље на њихове парњаке. У кухињама ради више од 100 кућних вилењака. Да би се ушло у кухиње, мора се заголицати крушка на једном портрету воћа.

### Приземље

#### Улазни хол
У улазни хол се долази кроз двострука храстова врата која су окренута ка западу. Улазни хол је веома велики. Наспрам врата се налазе степенице које воде на први спрат. Од двоје других степеница, једне воде до хафлпафовског дневног боравка и кухиње, а друге до тамница.

#### Велика сала
У Великој сали се налазе четири стола, по један за сваку од хогвортских кућа, и сто за особље. Таваница је зачарана тако да приказује тренутно небо над Хогвортсом.

#### Зборница
Зборница је дугачка соба са великим столом и дрвеним столицама. Овде се налази и једна остава, која с времена на време бива настањена магијским бићима.

#### Канцеларија Аргуса Филча
Аргус Филч, домар, има канцеларију у којој се налазе архиве са досијеима свих ученика које је Филч икад казнио. Фред и Џорџ Визли, а вероватно и Џејмс Потер и Сиријус Блек имају читаве полице само за себе. Филч је поруга, дете чаробњака које не може да користи магију. Највише од свега презире ученике. Његова највећа жеља је да му се дозволи да бичује и растеже ученике који нешто згреше. То му се скоро остварило када је Долорес Амбриџ постала директорка.

### Први спрат

#### Учионица за проучавање нормалаца
Ова учионица никад није приказана током седам књига, иако је понекад поменута.

#### Учионица за одбрану од мрачних вештина
Када је Квиринус Квирел био професор одбране од мрачних вештина, ова соба је јако мирисала на бели лук, који је, према гласинама, требало да заштити Квирела од вампира ког је срео у Румунији.

#### Учионица историје магије
Чатберт Бинс, дух, обично улази кроз таблу на час.

#### Кабинет Минерве Макгонагал
Минерва Макгонагал је овде имала кабинет док је била заменик директора и професор преображавања. Када је постала директорка вероватно се преселила у директорски кабинет.

#### Болничко крило
Оно садржи неколико кревета и канцеларију Мадам Помфри, школске болничарке која помоћу магије залечи повреде ученика

### Други спрат

#### Купатило Јецајуће Мирте
Купатило Јецајуће Мирте је улаз у Дворану тајни. Пре педесетак година, базилиск је убио једну хогвортску ученицу овде, па је њен дух, зван Јецајућа Мирта наставио да живи у купатилу.

#### Улаз у директорску канцеларију
Директоров кабинет се отвара када се каже лозинка једном ружном гаргојлу, који се затим помера у страну. Иза се налазе степенице које се померају нагоре попут лифта, водећи до врата канцеларије, мада никад није поменуто како се на њима силази доле. (види: директорска кула.)

#### Кабинет професора одбране од мрачних вештина
Овај кабинет гледа на југ. Кроз прозор се виде језеро и терен за квидич. Када је Гилдерој Локхарт био професор одбране од мрачних вештина, ова соба је била пуна постера њега самог. За време Ремуса Лупина, овде су се налазила нека мрачна бића која је он показивао разреду. Аластор (звани Лудооки) Ћудљивко, који је у ствари био заробљеник Бартија Чучња Млађег, напунио је ову канцеларију многим детекторима мрачних сила, попут шуњоскопа, душман-огледала и др. Долорес Амбриџ је све површине прекрила чипкастим миљеима. Ту је било и неколико ваза са увелим цвећем и подметачима и тањири са насликаним мачићима од којих је свако имало другачију машницу око врата.

### Трећи спрат

#### Соба са трофејима
Ово је соба где се награде, трофеји, пехари, штитови, статуе и ордење чувају у стакленим ормарима. Овде се такође налази и списак главешина дечака и главешина девојчица. Соба са трофејима се налази одмах уз галерију оружја.

#### Учионица за чини
Ово је просторија у којој професор Флитвик подучава чини.

### Четврти спрат

#### Библиотека
Хогвортска школска библиотека садржи десетине хиљада књига. Забрањено одељење садржи књиге црне магије, која се не предаје на Хогвортсу, а користе је само ученици који узимају додатне часове одбране од мрачних вештина. Да би узели књиге из овог одељења, ученици морају да имају допуштење и потпис неког од професора. Мадам Пинс је тренутна хогвортска библиотекарка.

### Пети спрат

#### Купатило за асистенте
Скривено је на петом спрату, лево од статуе Бориса Обезнањеног. Врата се отварају када им се да права лозинка. Унутра се налази велики базен и стотине славина. Дух Јецајуће Мирте понекад долази овде да гледа асистенте како се купају.

### Седми спрат

#### Улаз у грифиндорску кулу
У Грифиндорску кулу се улази кроз портрет дебеле даме, којој треба рећи правилну лозинку. Иза слике, кратак ходник води до грифиндорског дневног боравка.

#### Улаз у северну кулу
У северну кулу се улази преко степеница кроз вратанца на поду. (види: северна кула.)

#### Кабинет професора Флитвика
Филијус Флитвик има канцеларију на седмом спрату, тринаести прозор десно од западне куле.

#### Соба по потреби
У собу по потреби се улази када некоме нешто баш очајнички треба. Особа треба да прође ходником три пута, испред портрета Барнабаса Лудог (који узалудно покушава да научи тролове да играју балет), концентришући се на оно што јој је потребно. Тада ће се појавити врата, а у соби ће бити баш оно што некоме треба.

## Куле

### Астрономска кула
Овде се дају часови астрономије. Види астрономија за више информација.

### Директорска кула
Албус Дамблдор и његови претходници имали су канцеларију у овој кули, у коју се улази када се каже лозинка ружном гаргојлу на другом спрату (види: (улаз у директорски кабинет за више информација). Директорски кабинет је округла соба са пуно прозора на чијим зидовима се налазе портрети свих пређашњих директора Хогвортса. Дамблдор је овде имао доста сребрнкастих предмета чија функција није сасвим позната, од којих неки изгледа служе за прорицање, и најмање један од њих изгледа има неке везе са праћењем и посматрањем Харија. Шешир за разврставање живи овде. Кад је Долорес Амбриџ постала директорка, кабинет се затворио и није хтео да је пропусти док се Дамблдор није вратио.

### Северна кула
У северној кули се налазе канцеларија и учионица Сибил Трилејни. (Види: улаз у северну кулу.)

### Грифиндорска кула
У овој кули се налазе грифиндорски дневни боравак и спаваонице. У дневном боравку се налази камин и неколико фотеља. Спаваонице су подељене на мушке и женске и према разредима. Девојчице могу да уђу у мушке спаваонице, али дечаци не могу у женске, јер су оснивачи Хогвортса сматрали да се девојчицама може више веровати него дечацима. Као што је откривено у књизи Хари Потер и Ред феникса, степенице које воде до женских спаваоница се претварају у тобоган ако неки дечак покуша да уђе. Видети такође: Улаз у грифиндорску кулу.

### Западна кула
На врху западне куле налази се соварник. Неколико стотина школских сова које пребитавају у њему свако може да користи.

### Рејвенкловска кула
Рејвенкловска кула се налази на западној страни замка. У њој се налазе рејвенкловски дневни боравак и спаваонице.

## Земљиште

### Хагридова колиба
Рубијус Хагрид живи у колиби на школском земљишту, на ивици Забрањене шуме.

### Забрањена шума
Забрањена шума је тако названа јер је улазак у њу забрањен свим ученицима, пошто у њој живе разна опасна бића.
Хагрид често иде у шуму из разних разлога.
Следи (непотпуни) списак бића која пребитавају у Шуми:
- Кентаури, древни народ, до појаса коњи, а од појаса људи
- Пуфница, џиновски троглави пас (купио га је Хагрид)
- Вукодлаци, ако је веровати Драку Мелфоју
- Зачарани подивљали летећи аутомобил форд англија (некада у власништву Визлијевих)
- Колонија паукова, Арагог и његова породица (донео га је Хагрид)
- Гроп, прави џин, Хагридов полубрат (донео га је Хагрид)
- Тролови
- Једнорози
- Тестрали (гаји их Хагрид)
- Хипогриф, орао-коњ

### Стакленици
Постоје најмање три стакленика где се држе часови хербологије.

### Млатарајућа врба
Млатарајућа врба је магично дрво на хогвортском земљишту. Насилна је, удара сваког ко је додирне или јој се само приближи.
Дрво је засађено оне године када је Ремус Лупин, вукодлак, дошао на Хогвортс (око 1971. године). Директор Албус Дамблдор је засадио дрво да би чувало улаз у тајни пролаз који води до Вриштеће колибе, једне зграде у суседном селу Хогсмиду. Сваки месец када би се претварао у вукодлака, Лупин је бежао у Вриштећу колибу, где је могао да се преобрази без ризика да ће повредити друге.

### Језеро
Језеро се налази јужно од замка. Известан број магичних бића га насељава, укључујући џиновску сипу, колонију сирен-људи на дну, и популацију гриндила.

### Терен за квидич
Квидички терен је место где се играју квидичке утакмице, и где тимови држе тренинге.

### Бели гроб
Бели гроб је место где је сахрањен Албус Дамблдор, први директор Хогвортса који је сахрањен на школском земљишту.

## Особље

### Наставници
| Име                   | Предмет                     | 1. | 2. | 3. | 4. | 5. | 6. | 7. | 8. |
| --------------------- | --------------------------- | -- | -- | -- | -- | -- | -- | -- | -- |
| Минерва Мек Гонагал   | преображавање               | да | да | да | да | да | да | да | ?  |
| Филијус Флитфлик      | чини                        | да | да | да | да | да | да | да | ?  |
| Помона Спраут         | хербологија                 | да | да | да | да | да | да | да |    |
| Невил Лонгботом       | хербологија                 |    |    |    |    |    |    |    | да |
| Северус Снејп         | напици                      | да | да | да | да | да |    | ?  |    |
| Хорације Пужорог      | напици                      |    |    |    |    |    | да |    | ?  |
| Квиринус Квирел       | одбрана од мрачних вештина  | да |    |    |    |    |    |    |    |
| Гилдерој Локхарт      | одбрана од мрачних вештина  |    | да |    |    |    |    |    |    |
| Ремус Лупин           | одбрана од мрачних вештина  |    |    | да |    |    |    |    |    |
| Бартемиус Чучањ млађи | одбрана од мрачних вештина  |    |    |    | да |    |    |    |    |
| Долорес Амбриџ        | одбрана од мрачних вештина  |    |    |    |    | да |    |    |    |
| Северус Снејп         | одбрана од мрачних вештина  |    |    |    |    |    | да |    |    |
| Амикус Кероу          | одбрана од мрачних вештина  |    |    |    |    |    |    | да |    |
| Чатберт Бинс          | историја магије             | да | да | да | да | да | да | ?  | ?  |
| Аурора Синистра       | астрономија                 | да | да | да | да | да | да | ?  | ?  |
| Рубијус Хагрид        | брига о магичним створењима |    |    | да | да | да | да | ?  | ?  |
| Вилхелмина Трулидаска | брига о магичним створењима |    |    |    | да | да |    |    |    |
| Сибил Трилејни        | предсказивање               | да | да | да | да | да | да | да | да |
| Септима Вектор        | чаробне руне                | ?  | ?  | да | да | да | да | ?  | ?  |
| Милосна Бербиџ        | проучавање нормалаца        | ?  | ?  | да | да | да | да |    |    |
| Алекто Кероу          | проучавање нормалаца        |    |    |    |    |    |    | да |    |

### Остали запослени
- Аргус Филч - домар
  - Госпођа Норис - домарова мачка
- Ирма Пинс - библиотекарка
- Попи Помфри - болничарка

## Историја Хогвортса

### Рана историја
Пре више од хиљаду година, Хогвортс су основала два чаробњака и две вештице: Годрик Грифиндор, Салазар Слитерин, Ровена Рејвенкло и Хелга Хафлпаф. Убрзо након оснивања, Салазар Слитерин се сукобио са осталим оснивачима. Он је хтео да на Хогвортс примају само чистокрвне ученике (децу чаробњака и вештица), али преостала три оснивача се нису сложила са тим. Слитерин је напустио Школу, али након што је у њој саградио скривену Дворану тајни. Када се његов потомак, Слитеринов наследник, врати у Школу, моћи ће да отвори Дворану, ослободи звер базилиска и очисти Хогвортс од нормалско-рођених ученика.
Осим Слитерина, и остала три оснивача су имала своје критеријуме по којима су примали ученике. Грифиндор је примао само оне који би испољили или који цене храброст, Рејвенкло је примала само оне паметне, а Хафлпаф је примала оне који преостану. Тако су створене четири хогвортске куће.

### Средња историја
Око триста година након што је Школа основана, почело се са одржавањем Трочаробњачког турнира, низа надметања између три европске највеће магијске школе: Хогвортса, Бобатонса и Дурмстранга. Турнир се одржавао следећих шест векова, док смрти нису постале толико честе да је прекинуто са одржавањем Турнира, све до 1994. године (школска година о којој се говори у књизи Хари Потер и Ватрени пехар).

### Скорашња историја
Дворана тајни је први пут отворена 1942. године, када ју је Том Марволо Ридл, Слитеринов наследник и будући Лорд Волдемор, отворио на својој шестој години. Када је, као последица тога, убијена једна девојчица, Министарство магије је хтело да затвори Школу. Како је Ридл живео у једном нормалском сиротишту, није хтео да се Школа затвори, па је окривио Хагрида.
1992. године, Дворану је поново отворила Џини Визли, под утицајем старог Ридловог дневника. Ипак, нико није убијен, а Хари је затворио Дворану и убио базилиска, чудовиште које је живело у њој.
Албус Дамблдор је најскорији директор Хогвортса, једини чаробњак ког се Лорд Волдемор икад плашио. Јуна 1997. године, смртождери су преузели Хогвортс док су Дамблдор и Хари били на задатку. Професор Северус Снејп је убио Дамблдора, јер Драко Мелфој то није могао. Дамблдор је сахрањен у Белој гробници, као први директор сахрањен на Хогвортсу.
Тренутни директор је професорка Минерва Макгонагал.

## Школске куће
Хогвортска школа чаролије и чаробњаштва је подељена на четири куће, од којих је свака названа према презимену свог оснивача: Годрик Грифиндор, Салазар Слитерин, Ровина Рејвенкло и Хелга Хафлпаф.
У првим данима рада Школе, оснивачи су сами бирали ученике које ће подучавати. Када су се забринули како ће се ученици распоређивати након њихове смрти, Годрик Грифиндор је скинуо свој шешир и све четворо су му " улили мало памети“. Данас, на почетку сваке школске године, магични Шешир за разврставање ставља се на главу сваког од ученика, током церемоније зване Разврставајућа церемонија, и Шешир узвикује име куће за коју је ученик предодређен. Пре почетка церемоније, Шешир пева песму о оснивању Школе и квалитетима које ученик треба да поседује да би ушао у неку од кућа. Сваке године Шешир пева другачију песму, и кажу да целу годину проводи смишљајући нове речи.
Шешир просуђује на основу способности и особина ученика, мада жеље ученика могу да утичу на његову одлуку. Он одлучује и на основу особина које ученици још увек немају, али ће их касније развити. У Шеширу су у ствари мисли и размишљања оснивача Хогвортса!
Четири хогворске куће су четири сасвим подељена света. Свака кућа има сопствени дневни боравак и спаваонице, свој сопствени сто у Великој сали где се једе и прослављају свечаности, а и ученици иду на часове са другим ученицима из исте куће. Не постоји ништа што је против тога да се ученици из различитих кућа састају, али друштвени живот ученика је углавном заснован са другим ученицима из исте куће. Свака кућа има једног од наставника који је њен старешина. Свака кућа такође има и свог кућног духа. За шта они служе (ако уопште и служе) није познато, иако су они можда кућне маскоте. Сваки кућни старешина и сваки дух су као ученици били чланови те куће.
Велик ривалитет постоји између кућа, и не увек пријатељски односи, посебно са Слитеринском кућом. Ова супарништво је изражено у надметањима у квидичу, чаробњачком спорту, и у освајању пехара који се на крају године додељује оној кући која је освојила највише поена. Поене додељују и одузимају ученицима наставници. Поене могу да одузимају и додељују и главешине дечака и девојчица, најбољи ученици који добијају ово звање. Неки, као професор Северус Снејп, старешина Слитерина, фаворизују своје куће, али то изгледа није против правила. Њега многи ученици мрзе, осим Слитеринаца, код којих је веома популаран. Ривалство је најизраженије између Грифиндора и Слитерина, и сеже чак у доба свађе између Годрика Грифиндора и Салазара Слитерина.

### Грифиндор
Грифиндор је кућа коja цени храброст, чојство и јунаштво. Животиња која се налази на грифиндорском амблему је лав, а грифиндорске боје су црвена и златна. Минерва Макгонагал је тренутни старешина куће, а Скорообезглављени Ник је кућни дух.
Пошто је ово Харијева кућа, њене приватне просторије и ученици су најбоље описани. Грифиндорске просторије се налазе у једој од кула, а улаз се налази на седмом спрату и чува га портрет Дебеле даме. Она допушта улазак само ако јој се да правилна лозинка коју она стално мења. Иза слике се налази велики дневни боравак са камином, а двоје степеница воде у мушке и женске спаваонице.
Следи списак познатих Грифиндораца:
- Колин и Денис Кривеј
- Хермиона Грејнџер
- Невил Лонгботом
- Хари Потер
- Фред и Џорџ Визли
- Џини Визли
- Перси Визли
- Рон Визли, као и сви други Визлијеви (Бил, Чарли, Моли, Артур...)
- Лавандер Браун
- Шејмус Финиган
- Парвати Петил
- Дин Томас
- Џејмс Потер Старији и Млађи
- Лили Потер Старија и Млађа
- Роуз Грејнџер-Визли
- A и Албус Дамблдор је био Грифиндорац.

### Слитерин
Слитерин фаворизује ученике са амбицијама и лукавством. Животиња на његовом амблему је змија, јер је Салазар Слитерин могао да прича са змијама (то јест,био је немушт), а његове боје су зелена и сребрна. Тренутно, главешина Слитерина је Хорације Пужорог, заменивши Северуса Снејпа; а Крвави барон је кућни дух. Слитерински дневни боравак и спаваонице се налазе у тамницама, иза једног празног црног зида.
Оснивач куће Салазар Слитерин желео је само чистокрвне ученике. И данас у ову кућу улазе само чистокрвни или полукрвни ученици.
Следи списак познатих Слитеринаца:
- Винсент Креб
- Грегори Гојл
- Драко Мелфој
- Том Ридл/Лорд Волдемор
- Пенси Паркинсон
- Северус Снејп
- Хорације Пужорог
- Теодор Нот
- Луцијус Мелфој
- Нарциса Мелфој
- Белатрикс Лестрејнџ
- Рудолфус Лестрејнџ
- Рабастан Лестрејнџ
- Милисент Блудстроуд
- Албус Потер
- Скорпијус Мелфој

### Рејвенкло
Особине које подстиче Рејвенкло су интелигенција и жеља за знањем. Животиња која се налази на грбу Рејвенклоа је орао, а боје су плава и бронзана (у филмовима сребрна). Старешина Рејвенклоа је професор Филијус Флитвик, а кућни дух је Сива дама. Рејвенкловски дневни боравак и спаваонице се налазе на западној страни замка.
Познати Рејвенкловци су:
- Чо Чанг
- Пенелопа Клирвотер
- Маријета Еџкомб
- Луна Лавгуд
- Падма Петил
- Гидеон Локхарт

### Хафлпаф
Хафлпаф се сматра за најбољу од четири куће. У Хафлпаф се примају сви они који су превише добри и одани. Хафлпаф више подстиче тежак рад и стрпљивост, верност и пријатељство, правду и фер-плеј. Животиња са хафлпафовског грба је јазавац, а њене боје су жута и црна. Професорка Младица је старешина Хафлпафа, а Елегантно попунјени фратр је њен дух. Хафлпафовски дневни боравак и спаваонице се налазе у подрумима, крај кухиња.
Најзнаменитији од свих Хафлпафоваца је Седрик Дигори, који је својој кући донео славу коју није имала вековима. Прво као изврстан трагач и квидички капитен, а затим као хогвортски представник у Трочаробњачком турниру.
Познати из Хафлпафа:
- Седрик Дигори
- Сузан Боунз
- Ерни Макмилан
- Џастин Финч-Флечи
- Хана Абот
- Саламандер Скамандер
- Нимфадора Тонкс
- Едвард Теди Лупин